# Magix Video deluxe
MAGIX Video deluxe (w krajach anglojęzycznych: Movie Edit Pro) – program do edycji filmów firmy MAGIX. Pierwsza wersja została wydana w 2001. Jest prosty w obsłudze, ale posiada wiele zaawansowanych opcji.

## Porównanie wersji
Video Deluxe jest sprzedawany w dwóch wersjach cenowych.
|                                | Video deluxe 2014 | Video deluxe 2014 Plus |
| Liczba ścieżek multimedialnych | 32                | 99                     |
| Edycja multi-cam               | Nie               | Tak                    |
| Stereo3D                       | Nie               | Tak                    |
| korekcja barw drugorzędowych   | Nie               | Tak                    |
| Gotowe szablony filmów         | Nie               | Tak                    |
| Podgląd renderowania           | Nie               | Tak                    |
| Dolby Digital                  | Stereo            | Stereo/5.1             |
| eksport AVCHD                  | Nie               | Tak                    |

## Dotychczas wydane wersje
- MAGIX Video Deluxe 1.0 - 2001
- MAGIX Video Deluxe 2.0 - 2002
- MAGIX Video Deluxe 2003
- MAGIX Video Deluxe 2004
- MAGIX Video Deluxe 2005
- MAGIX Movie Edit Pro 11 - 2006
- MAGIX Movie Edit Pro 12 - 2007
- MAGIX Video Deluxe 14 - 2008
- MAGIX Video Deluxe 15 - 2009
- MAGIX Video Deluxe 16 – 2010
- MAGIX Video Deluxe 17 - 2011
- MAGIX Video Deluxe MX - 2012
- MAGIX Video Deluxe 2013
- MAGIX Video deluxe 2014
- MAGIX Video Deluxe 2015
- MAGIX Video Deluxe 2016
- MAGIX Video Deluxe 2017
- MAGIX Video Deluxe 2018
- MAGIX Video Deluxe 2019
- MAGIX Video Deluxe 2020
- MAGIX Video Deluxe 2021
- MAGIX Video Deluxe 2022
- MAGIX Video Deluxe 2023
- MAGIX Video Deluxe 2024
- MAGIX Video Deluxe 2025
- MAGIX Video Deluxe 2026 (od 02.06.2025)

## Obsługiwane formaty
|        | Import                                                                                         | Eksport                                                        |
| Film   | AVI, DV-AVI, M2TS, MPEG-1, MPEG-2, MPEG-4, MKV, MTS, M2TS, MXV, MJPEG, QuickTime, WMV(HD), VOB | AVI, DV-AVI, MJPEG, MPEG-1, MPEG-2, MPEG-4, QuickTime, WMV(HD) |
| Audio  | WAV, MP3, OGG, WMA, MIDI, Dolby Digital                                                        | WAV, MP3                                                       |
| Obrazy | JPEG, BMP, GIF, TIF, TGA                                                                       | JPEG, BMP                                                      |